# Eset

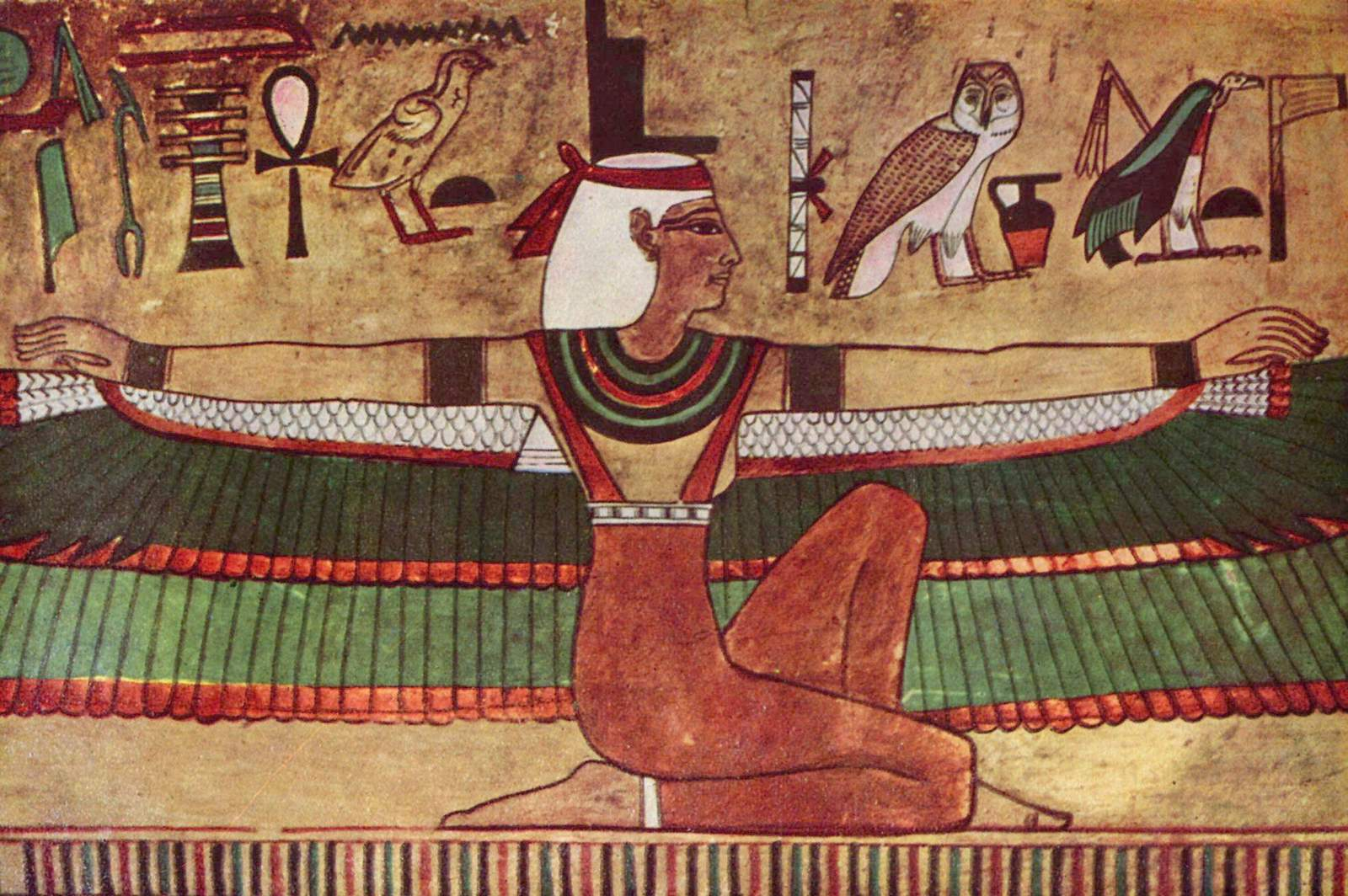
Bohyně Eset, nástěnná malba z hrobky Setiho I., cca 14. stol. př. n. l.

Eset (v egyptštině ꜣst, podle starší teorie se jméno má číst st a znamenat „Trůn“ nebo „Sídlo“, trůn je každopádně součástí zápisu jejího jména i jejím symbolem, řecky Ἶσις – Ísis) je zpravidla antropomorfní staroegyptská bohyně se složitým teologickým vývojem. Textově je poprvé doložena až v době 5. dynastie v Textech pyramid, a to spolu s Usirem, ikonograficky dokonce teprve od 18. dynastie.
Jak ukazuje význam jejího jména, byla původně především postavou Devatera z Iunu a usirovského mytologického okruhu tvořícího ideologický kontext královské moci, přesněji jeho pohřebního aspektu. Zdá se proto, že na počátku zůstávala kulticky poměrně nedůležitou bohyní v porovnání s jinými podobného významu, například s Hathor. Skrze mytologické souvislosti jako matka Hora, tedy panovníka, a manželka Usira, představitele věčné podsvětní podoby nejdříve králů a od doby Střední říše všech zemřelých, postupně získala povahu osobní i kosmické bohyně.
Od Pozdní doby má Eset rysy všeobjímající univerzální bohyně. V této podobě se s jejím kultem seznámili Řekové a později Římané a v rámci římské říše se tak také rozšířil do všech jejích částí. Eset se stala bohyní antickou a po boku Serapida, transformovaného Usira, ale i samostatně, tvořila jeden z hlavních náboženských proudů konkurujících křesťanství. Uctívání Esety jako Isidy v řeckém a římském světě vykazovalo výrazně mysterijní rysy. Podle rozšířených, ale prozatím nedoložených názorů je Eset (resp. Isis) – matka Hora předobrazem Marie jako madony. V moderní době je jedním z nejčastějších objektů úcty kemetistů.

## Mytologie
Eset se poprvé objevuje v období 5. dynastie v panteonu v Iunu. Zde byla prezentována jako dcera Geba a Nút, sestra Usira, Sutecha a Nebthet. Eset a Nebthet byly vyobrazovány na sarkofázích, s roztaženými křídly, jakožto ochránkyně před zlem. Jako ochránkyně mrtvých byla spojována s Usirem a považována za jeho manželku.
Pozdější mýtus, z doby, kdy Usirův kult získal na významu, vypráví příběh zrození boha zemřelých a pohřebišť Anupa. Sutech odepřel své manželce Nebthet dítě, proto se přestrojila za svou sestru Isis a v této podobě jej svedla. Ze spojení se narodil Anup. Ze strachu, že Sutech zjistí pravdu a dítě zabije, přesvědčila Nebthet svou sestru Eset, aby Anupa adoptovala. Příběh vysvětluje, proč je Anup považován za podsvětní božstvo (je adoptovaným synem Usira), ale nemůže si činit nárok na Usirovu pozici (jeho skutečným otcem není Usir, ale Sutech) – takto je upevněna pozice Usira jako vládce podsvětí.

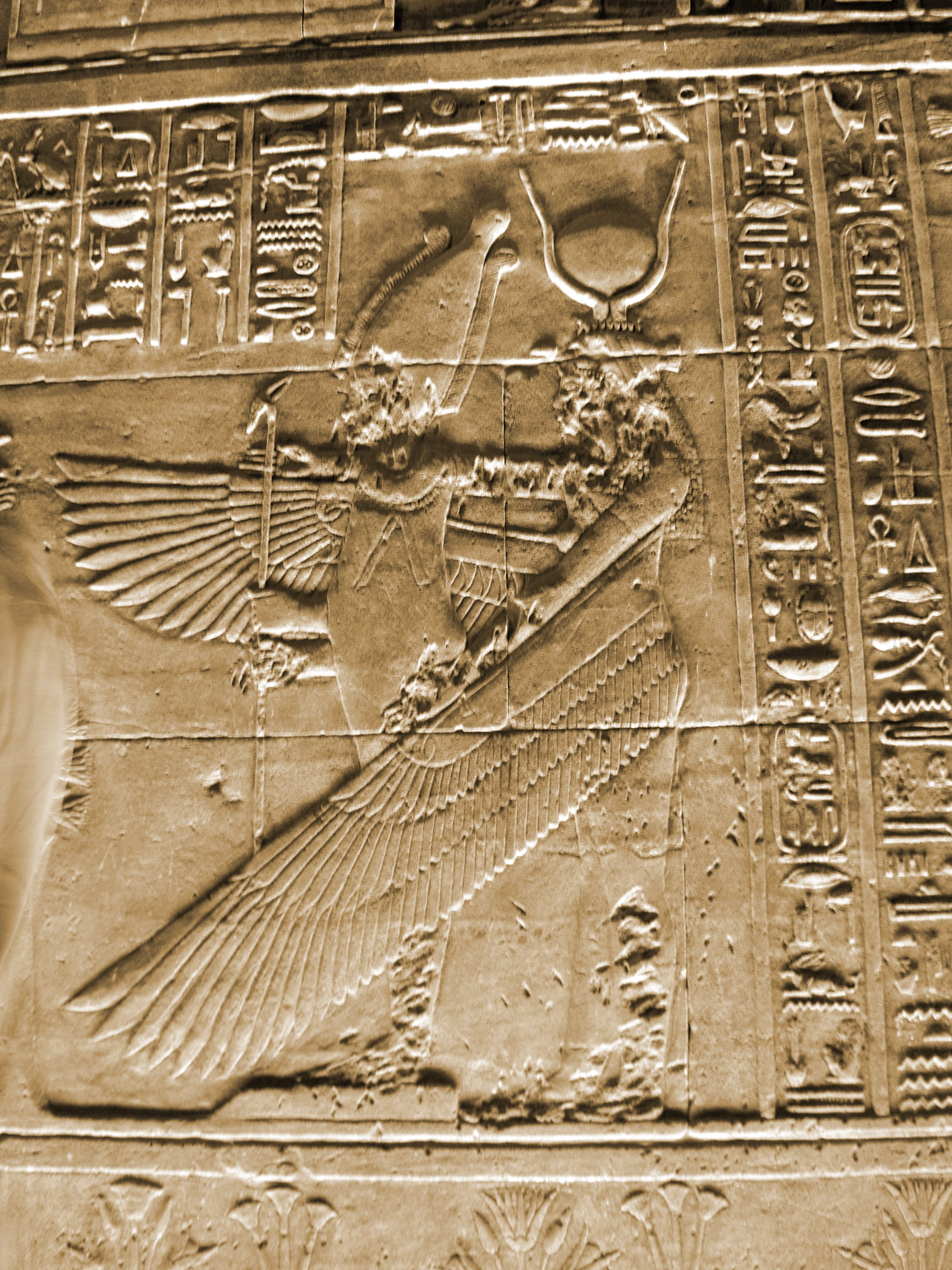
Eset ochraňuje Usira, reliéf z Isidina chrámu na ostrově Philae

Nejznámější mýtus o Eset/Isis zaznamenal mimo jiné i řecký historik a filozof Plútarchos. Usir a Eset byli moudří a oblíbení vládci Egypta. Sutech svému bratrovi záviděl a rozhodl se jej zabít. Uspořádal slavnost, na které ukázal přítomným překrásně zdobenou truhlici a prohlásil, že ten, kdo se do ní přesně vejde, jí dostane darem. Sutech si dopředu změřil Usira ve spánku, takže veděl, že bude jediný, kdo podmínku splní. Vystřídalo se několik přítomných. Když byl na řadě Usir a vlezl do truhlice, Sutech s několika dalšími spiklenci za ním zatloukli víko, takže truhlice se pro Usira stala rakví. Sutech poté vhodil truhlici do Nilu, aby jí řeka odnesla do dalekých krajů. Isis, když zjistila, co se stalo, vydala se truhlici hledat, aby mohla svého manžela řádně pohřbít. Nakonec truhlici našla v Byblosu na fénickém pobřeží (dle starší verze na Nilu u Abydu), kde byla zarostlá v kmeni tamaryšku. Truhlici převezla zpátky do Egypta, kde jí ukryla v močále. Sutech, který se mezitím ujal vlády nad Egyptem, se ale vydal zrovna do těchto míst na lov a truhlici objevil. Ve vzteku rozsekal Usirovo tělo na čtrnáct částí a ty rozházel po celém Egyptě, aby je Eset nemohla znovu najít, složit a dopřát Usirovi řádný pohřeb. Eset a Nebthet usilovně pátraly po kusech Usírova těla, našly jich však jenom třináct. Čtrnáctý díl, falus, byl totiž vhozen do Nilu, kde jej spolkl krokodýl. S Thovtovou pomocí nakonec Eset vytvořila zlatý falus a připevnila jej k tělu. Pak se proměnila v dravého ptáka (káně či krahujce) a s pomocí své a Thovtovy magie Usira na chvílí oživila a počala s ním syna Hora. Když Usira život opět opustil, řádně jej pohřbila a Usir se díky tomu mohl odebrat do podsvětí, kde se ujal role vládce podsvětí.
Eset vychovávala Hora ve velkém utajení. Když vyrostl, byl rozhodnut otce pomstít. Předstoupil tedy před nejvyšší soud bohů, kterému předsedal sluneční bůh Re. Jak Hor, tak Sutech měli v tomto sporu mezi bohy mnoho příznivců. Eset samozřejmě podporovala svého syna a všemožně mu pomáhala, Sutecha, jako staršího, podporoval sám Re. Spor trval osmdesát let a Hor nakonec zvítězil a převzal vládu nad Egyptem. Co se týče závěrečné bitvy mezi Horem a Sutechem, existuje několik různých verzí.

## Teologie a kult

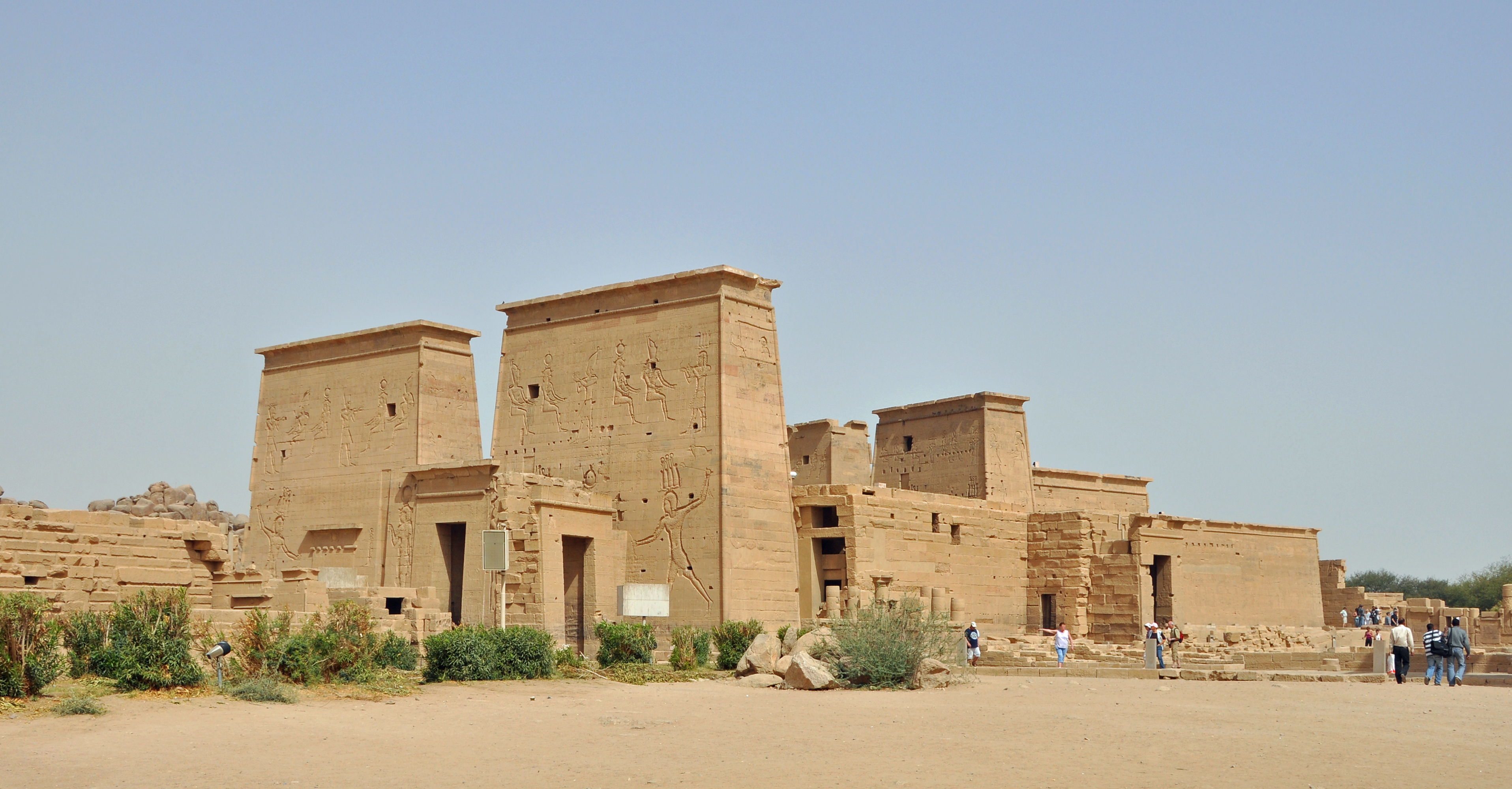
Esetin chrám ve Philae

Tato bohyně byla nejvíce uctívanou bohyní starých Egypťanů, což nám dokazují také nejčetnější spisy a hieroglyfické texty k ní se vztahující. Zmínky o Eset nacházíme ve význačných písemných pramenech jako jsou Texty pyramid ze Staré říše, Texty rakví ze Střední říše a Kniha mrtvých z Nové říše, v četných nápisech a dalších literárních památkách. Její kult se od svých prvních až po poslední doklady udržel nejspíše přes 4 a půl tisíciletí. Tato bohyně se také těšila úctě u největšího počtu národů starověku.
Její oblíbenost byla nejspíše způsobena tím, že tato bohyně byla obdarována nejkladnějšími rysy a vlastnostmi ženy: manželská láska a věrnost až za hrob, ušlechtilost a krása, mateřská péče a starostlivost o dítě. Byla také obdařena kouzelnou mocí ke konání dobra a spravedlnosti.

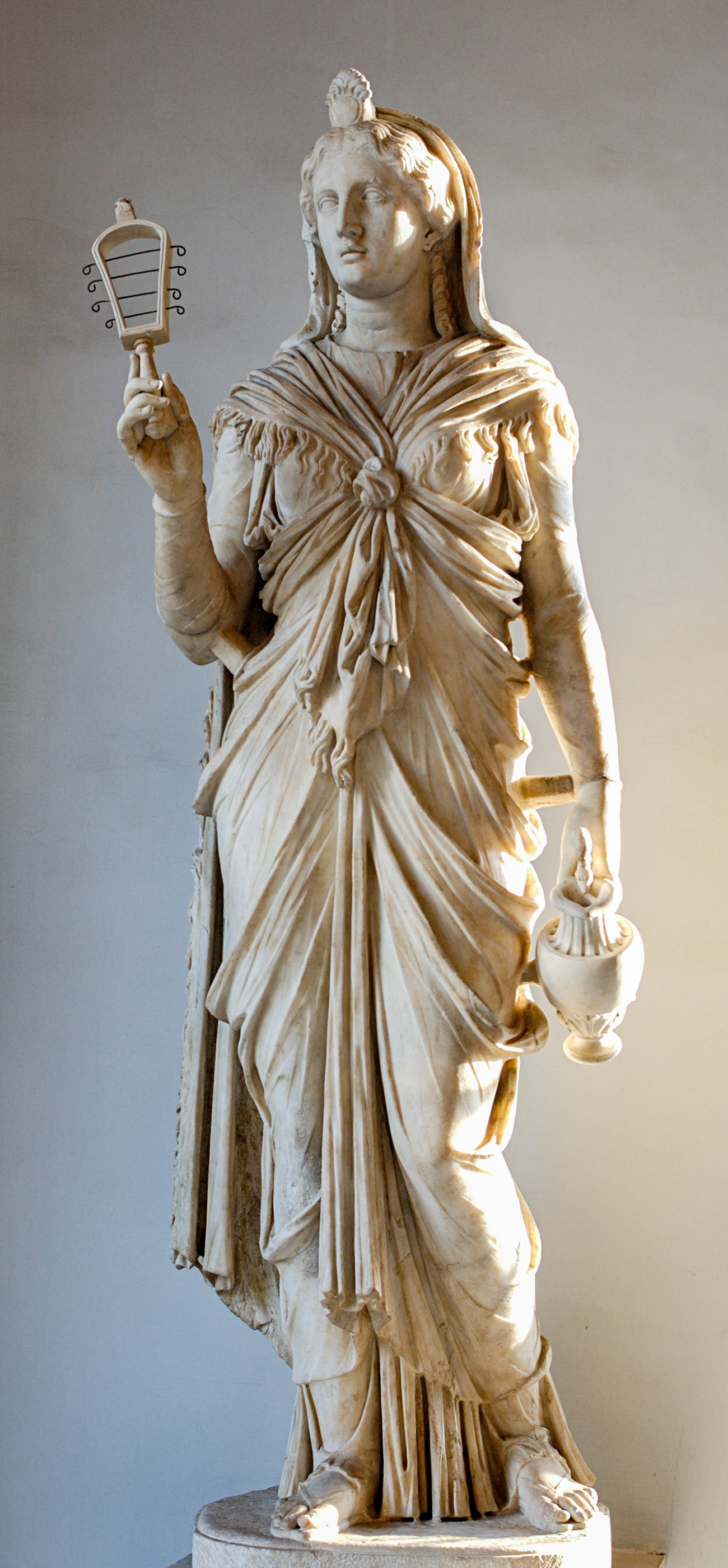
Socha Eset (Isis) ze starověkého Říma, 2. stol. n. l.

Kult Esety byl v Egyptě poměrně dlouho vázán na uctívání Usira a jiných bohů, případně na královský zádušní kult. Nejstarším známým samostatným chrámem je chrám v dolnoegyptském městě Perhebejet z doby 30. dynastie, podle tradice ovšem postavený na místě starší svatyně. Nejvýznamnějším střediskem uctívání byl chrám na ostrově Philae založený Ptolemaiem I., který zůstal nejdéle fungujícím pohanským chrámem až do první třetiny 6. století.
Do Řecka pronikl její kult koncem 5. století př. n. l. Ze 4. století pochází zmínky o svatyni v Pireu, zbytky svatyní se dodnes dochvaly na Délu či v Efesu.
V Římě se objevuje ve 2. století př. n. l. Její kult však zde byl dlouho potlačován a vyznavači pronásledováni. Až v 1. století našeho letopočtu byl Isidě (Eset) a Serapidovi (Usirovi) v Římě zasvěcen vlastní chrám. Císař Caracalla (vládl v letech 211–217 n. l.) jí nechal postavit chrám na Martově poli. Ve 2.–3. století byla jednou z nejoblíbenějších bohyň v celé Římské říši. Začátkem listopadu se konaly slavnosti, tzv. „Isia“, při kterých věřící napodobovali hledání rozsekaného Osiridova těla (viz sekce Mytologie níže) a slavili jeho zmrtvýchvstání. Věřili, že také oni budou žít po smrti. Jejich zasvěcování předcházel křest a půst. Potom zasvěcovaný symbolicky přecházel přes práh smrti a tak vstupoval do nového života. V křesťanství se objevuje řada prvků z tohoto kultu, např. božská Trojice (Isis, Osiris a jejich syn Horus) a mariánské litanie podobající se hymnům na Isis.

## Ikonografie

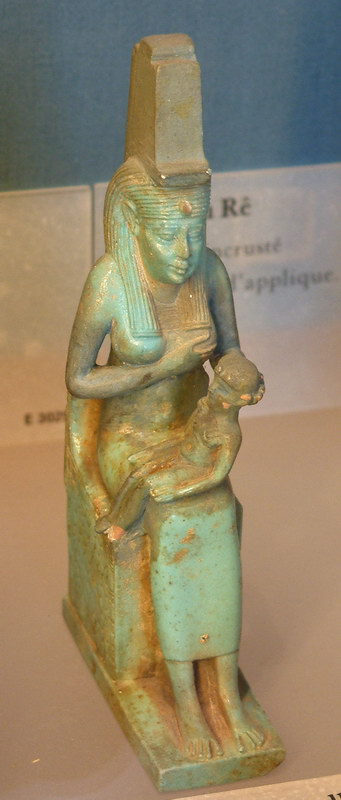
Bohyně Eset kojící Hóra, Louvre

Eset je zpravidla zobrazována v podobě mladé ženy s ozdobou hlavy v podobě hieroglyfického znaku pro „trůn“, jímž se psalo její jméno. Je-li v základní podobě zobrazena společně se svou průvodkyní při hledání Usira bohyní Nebthetou, odlišují se od sebe zpravidla pouze svými jmény takto zapsanými na hlavách. Pokud je zobrazována v jiné souvislosti než ve vztahu k mýtům usirovského okruhu, získává pro spojitost s bohyní Hathor její atributy, zejména kravské rohy se slunečním kotoučem na hlavě a sistrum v ruce. Na sarkofázích mívá široká křídla, roztažená v ochranném gestu, v rukou drží „anch“ (staroegyptský symbol života) nebo amulet zvaný „Esetin uzel“.

## Eset v moderním umění
Postava bohyně Eset (Isis) vystupuje v českém muzikálu Kleopatra z roku 2002 a její jméno zmiňuje i píseň Teď královnou jsem já.